# Beaux-Arts

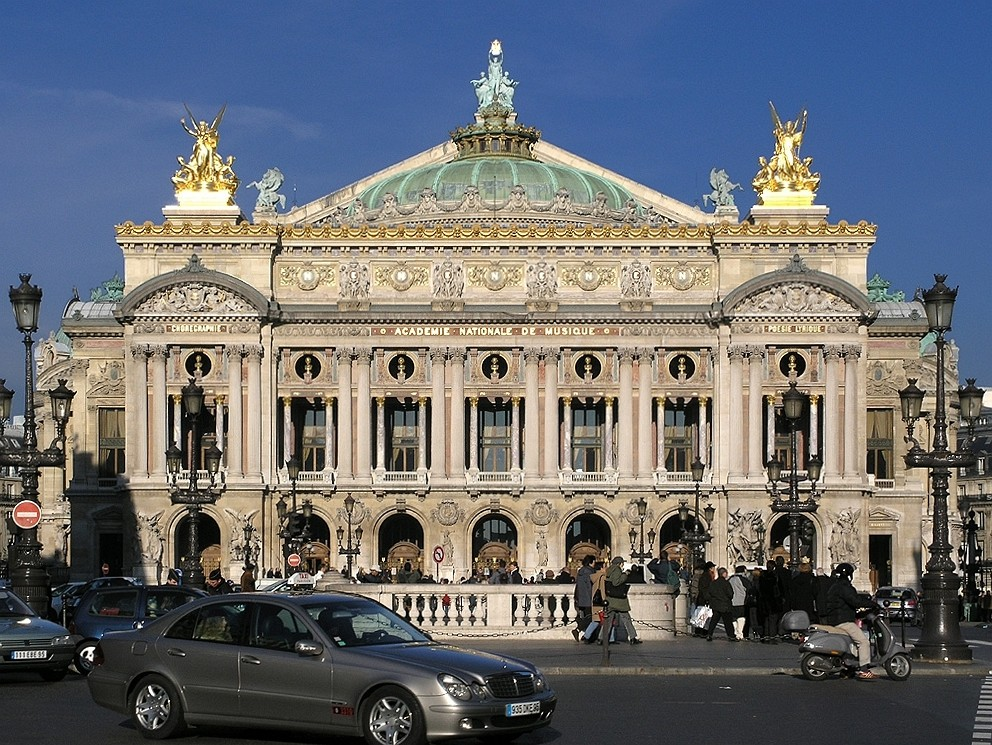
Palais Garnier (uppfört 1861-1874) i Paris är ett framstående exempel på Beaux-Arts-stilen.

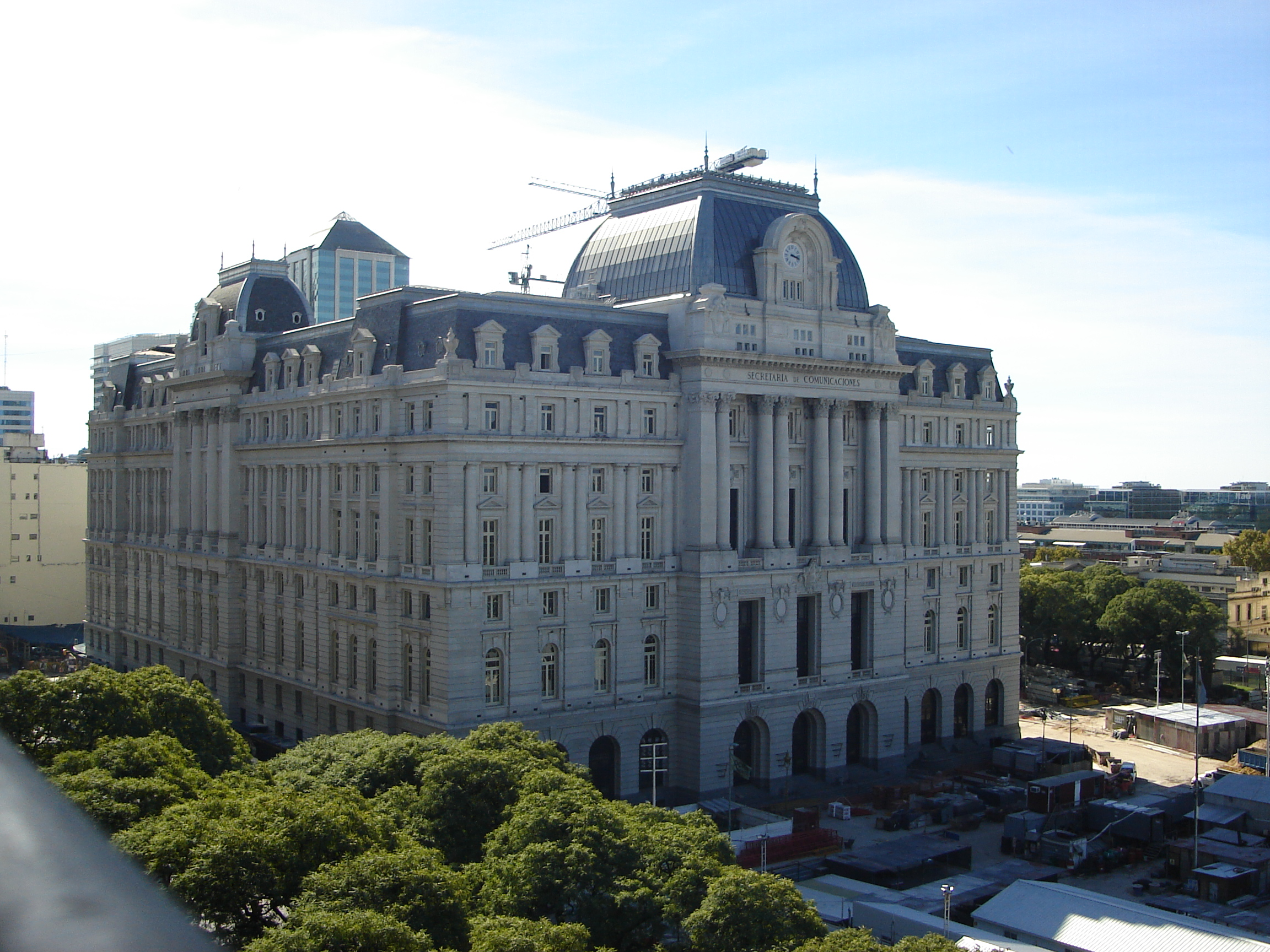
Kulturcenter i Argentina.

Beaux-Arts ("de sköna konsterna") är den akademiska och klassiskt arkitektoniska stil som lärdes ut vid École des Beaux Arts i Paris, som var en dominerande byggstil i Europa och USA i slutet av 1800- och början av 1900-talet. Beaux-Arts är en bland-stil som kombinerar antika och romerska formelement, samt idéer från renässansen i ett överdådigt och rikt ornamenterat uttryck.
Beaux-Arts är besläktad med andra stilarter som jugend och nybarock. Viktiga byggnader i Beaux-Arts-stil är Grand Central Terminal och New York Public Library i New York samt Palais Garnier, Grand Palais och Gare d'Orsay i Paris.